# Smaragdina schereri
Smaragdina schereri – gatunek chrząszcza z rodziny stonkowatych i podrodziny Cryptocephalinae.
Gatunek ten opisany został w 2006 roku przez Igora K. Łopatina na podstawie pojedynczego samca.
Chrząszcz o ciele długości 4,5 mm. Podstawowe ubarwienie rudawożółte. Wierzch czułków brązowawy. Nasada tarczki czarna. Na każdej z pokryw mała brązowawa plamka na guzie barkowym i dwa smoliście brązowe, krótkie i wąskie pasy. Spód ciała smoliście czarny z rudawożółtym przedpiersiem i rudawymi: środkiem pierwszego i wierzchołkową krawędzią ostatniego sternitu odwłoka. Dwukrotnie szersze niż długie przedplecze ma nieco stępione kąty przednie, boki jednolicie zaokrąglone, a kąty tylne zaokrąglone szeroko. Punktowanie na trzykrotnie dłuższych niż szerokich pokrywach jest powierzchowne i zanikające ku wierzchołkom.
Owad znany tylko z Syczuanu w Chinach.